# Ваасма, Малл
Малл Ваасма (эст. Mall Vaasma; 22 февраля 1945 — 4 декабря 2009) — советский и эстонский миколог.

## Биография
Окончила Тартуский государственный университет в 1974 году по специальности «ботаника». Работала старшим научным сотрудником кафедры микологии Института зоологии и ботаники с 1973 года, а также в Музее естественной истории Тартуского университета с 2008 года. Является автором многочисленных работ по грибам. Участвовала в различных экспедициях на Балтийском побережье и на Дальнем Востоке, где собрала образцы многочисленных грибов, попавших позднее в Музей естественной истории. В 1986 году Ваасма опубликовала одну из своих крупнейших работ «Макромицеты Кавказского Государственного Заповедника», часть её статей выходила в журнале «Folia Cryptogamica Estonica».
Многие студенты участвовали в различных экспедициях, организованных Эстонским обществом натуралистов и Тартуским университетом и связанных с микологией, а также посещали весенние и осенние грибные лагеря в Финляндии и Швеции: научной работой там руководила именно Малл Ваасма, также она являлась куратором обычных грибных походов. Её деятельность широко освещалась эстонскими средствами массовой информации, сама она ценилась эстонскими учёными и обычными людьми как главный эксперт по грибам, а также получала множество писем и посылок с образцами грибов даже в то время, когда эти грибы обычно не росли. Ваасма стала соавтором справочника грибника «400 грибов Эстонии» (эст. 400 Eesti seent), вышедшего в 2005 году, в подготовке которого также участвовали Кууло Каламеэс, доктор биологических наук и автор более 150 научных работ, и Велло Лийв, архитектор, преподаватель Эстонской художественной академии и фотограф грибов.
Погибла, попав под колёса автомобиля Audi A6 поздним вечером 3 декабря 2009 года у Тарту. 21-летний водитель по имени Алар не сбавил скорость, не увидев пешеходный переход и переходившую его женщину, несмотря на наличие трёх светоотражателей на одежде. Малл Ваасма была доставлена в клинику Тартуского университета, но спасти её не удалось.

## Некоторые научные работы

### На русском
- Каламеэс, Кууло; Ваасма, Малл (1978). Грибы песчаных пустынь Средней Азии. Материалы VI конференции по споровым растениям Средней Азии и Казахстана. Ред. В.В. Мельникова. Институт ботаники Академии наук Таджикской ССР, с. 168-169.
- Каламеэс, Кууло; Ваасма, Малл (1983). Некоторые интересные находки агариковых грибов в южной части Кавказского государственного заповедника. Материалы VI Закавказской конференции по споровым растениям. Нахуцришвили И.Г.: Академия наук Грузинской ССР, с. 77−80.
- Ваасма, Малл; Каламеэс, Кууло; Раитвиир, Айн (1986). Макромицеты Кавказского Государственного Заповедника. Таллин: Валгус.

### На эстонском
- Järva, L.; Parmasto, I.; Vaasma, M. (1998). Eesti seente koondnimestik : peremeestaimede nimestiku ja bibliograafiaga : 1. täiendusköide (1975-1990) = List of Estonian fungi : with host index and bibliography : supplement 1 (1975-1990). Tartu: Zooloogia ja Botaanika Instituut.
- Hanso, M.; Järva, L.; Jürisson, I.; Kalamees, K.; Karis, H; Kask, K; Kastanje, V; Kullman, B.; Leenurm, K.; Liiv, V.; Lõiveke, H.; Noor, H.; Normet, T.; Parmasto, E.; Põldmaa, K.; Raitviir, A.; Ramst, U.; Ruubas, I.; Sarv, J.; Soobik, P. ... Öpik, M. (2000). Eesti seenestik. Ed. Kalamees, Kuulo. Tartu: EPMÜ Zooloogia ja Botaanika Instituut.
- Vaasma, Mall; Kalamees-Pani, Külli (2008). Seente määramine. Ed. Kalamees-Pani, K. Loodusmuuseumi huviteatmik (10−11). Tartu Ülikooli loodusmuuseum.

### На английском
- Järva, L.; Kalamees, K.; Kullman, B.; Parmasto, E.; Raitviir, A.; Saar, I.; Vaasma, M. (1998). Red list of Estonian Fungi. Conservation of fungi in Europe: 4th meeting of the European Council for the Conservation of Fungi; Vipiteno, Italy; 9.-14.09.1997. Ed. Perini, C. Siena: Università degli Studi di Siena, 136−138.
- Vaasma, Mall (2009). Checklist of the species of the genera Amanita and Limacella (Agaricomycetes) in Estonia. Folia Cryptogamica Estonica, 45, 81−85.